# Фотография айнзацгруппы в Ивангороде
Фотография айнзацгруппы в Ивангороде — снимок акта Холокоста, убийства евреев айнзатцгруппой под Ивангородом на Украине, в 1942 году, в том числе изображены члены айнзацгруппы, целящиеся из винтовки в женщину, пытающуюся закрыть своим телом ребёнка . Фотография была отправлена по почте, перехвачена польским сопротивлением в Варшаве и хранится у фотографа и участника польского сопротивления Ежи Томашевского. В 1960-х годах в крайне правой среде утверждалось, что изображение является коммунистической подделкой, но в конечном итоге его подлинность была доказана. С того времени фотография часто использовалась в книгах, музеях и на выставках, посвящённых Холокосту. Историк Янина Струк описывает снимок как «символ варварства нацистского режима и уничтожения им в промышленных масштабах 6 миллионов европейских евреев».

## Контекст
В ходе Холокоста на Украине было убито более миллиона евреев. Большинство из них было расстреляно в ходе массовых казней айнзатцгруппами (эскадронами смерти) и украинскими коллаборационистами. В 1897 году перепись населения Российской империи показала, что в Ивангороде (в настоящее время село в Черкасской области Украины) проживало 442 еврея (из 3032 человек общего числа жителей). В 1942 году к югу от поселения айнзатцгруппами был произведён массовый расстрел евреев. Число жертв неизвестно. Эпизод расстрела изображён на данной фотографии. После войны место расстрела использовалось как колхозное поле.

## Описание
На фото шестеро жертв. Тело, лежащее у ног немецкого солдата, вероятно, принадлежит уже застреленной женщине. Другая женщина пытается защитить ребёнка. Одна её нога приподнята, возможно, она пытается убежать либо фотография была сделана сразу после произведëнного выстрела. Справа от неё трое мужчин. На снимке полностью виден только один солдат, который целится в женщину и ребенка. Винтовки, которые держат немецкие солдаты у левого края фотографии, также направлены на женщину и ребенка. Тени у левого края фотографии указывают, что там могли находиться другие немецкие солдаты. В правой части фотографии видны деревянный столбик и лопата, указывающие на то, что жертв, возможно, заставляли копать себе могилы .
Личность фотографа неизвестна, но, вероятно, это был немецкий солдат. Многие немецкие солдаты фотографировали преступления, в которых они принимали участие.
На обороте фотографии имеется надпись: «Ukraine 1942, Judenaktion [еврейская акция], Iwangorod».

## Обнаружение и публикация
Польское сопротивление проникло в почтовое отделение в Варшаве, чтобы перехватить конфиденциальную корреспонденцию, которую они отправляли Польскому правительству в изгнании в Лондоне. Полякам и евреям было запрещено иметь фотоаппараты, но польское сопротивление создало мастерские для печати подпольных фотографий преступлений нацистов. Подросток по имени Ежи Томашевский работал в подпольной лаборатории «Фото-Рысь» и перехватил данную фотографию. Он сохранил оригинал, который остается в его личном архиве; копия была отправлена правительству в изгнании в Лондоне.
Фотография была впервые опубликована в Польше в 1959 году Союзом борцов за свободу и демократию на обложке сборника фотографий «1939—1945. We have not forgotten / Nous n'avons pas oublié / Wir haben es nicht vergessen» («1939—1945. Мы не забыли»). Томашевский был одним из редакторов, хотя знал, что фотографии из сборника использовались для коммунистической пропаганды; он поддержал публикацию, потому что не было другого способа опубликовать фотографии. Многие публикации обрезают изображение, оставляя одного солдата, женщину и ребенка. Историк фотографии Янина Струк считает, что кадрирование изображения опускает «менее эмоциональные и более сложные для восприятия части изображения». Педагог Адам Мюллер утверждает, что, хотя обрезанная версия подчеркивает «глубочайшую силу связи матери и ребенка», она также исключает из рассмотрения окружение и контекст . Полная версия показывает, что это не сцена личных страданий и индивидуальной жестокости, а массовая казнь.
Фотография публиковалась во многих изданиях, демонстрировалась во многих музеях и на выставках, посвящённых Холокосту. В своей книге «Чтение Холокоста» историк Инга Клендиннен назвала снимок «символическим в своей квинтэссенции немецких зверств». По словам журналиста Роберта Фиска, эта фотография является «одним из самых впечатляющих и убедительных изображений нацистского Холокоста».

## Обвинения в фальсификации и подтверждение подлинности
Крайне правая западногерманская газета «Deutsche Soldaten Zeitung» (DSZ, «Газета немецких солдат») 26 января 1962 года опубликовала заявление Отто Кроя, известного своими работами о фотографической технике, под названием «Остерегайтесь подделок». Крой утверждал, что фотография была сфабрикована коммунистическими властями Польши, чтобы обвинить Германию в военных преступлениях; он утверждал, что на фотографии изображён не немецкий солдат и что оружие и униформа не являются подлинными.
Перед публикацией сборника «1939—1945. Мы не забыли» западногерманское издательство «Verlag Kurt Desch» проверило подлинность изображения, связавшись с Романом Карском, профессором немецкой литературы Варшавского университета, который ответил, что это точная копия изображения, хранящегося в исторических архивах в Варшаве, изображающие массовые расстрелы 1942 года.
В ответ на обвинения Томашевский и Тадеуш Мазур (один из редакторов сборника «1939—1945. Мы не забыли») 25 февраля опубликовали ещё одно фото из того же источника в польском журнале «Świat». На втором изображении пятеро вооруженных мужчин, один в штатском и четверо в военной форме, стоят и смотрят в камеру над кучей трупов. По словам историка Янины Струк, этот снимок имел ряд общих черт с более известной фотографией, но не имел такого «драматического воздействия». Плоская, бесплодная местность была такой же; один из мужчин был очень похож на солдата с предыдущей фотографии; и слова «Ukraine 1942» были написаны на обороте снимка тем же почерком. В статье Томашевский охарактеризовал газету DSZ как поддерживающую Третий рейх и обвинил её в ревизионизме.
Обвинения продолжали распространяться в западногерманской прессе более двух лет, что Томашевски назвал «войной прессы». Польское правительство было обеспокоено потенциальным дипломатическим инцидентом, если изображение окажется фальсификацией, и отправило официальных лиц в дом Томашевского для проверки изображения. В 1965 году журнал «Der Spiegel» опубликовал письмо Курта Виега, бывшего члена немецкого полицейского батальона, дислоцированного в Норвегии, в котором он подтвердил, что оружие и униформа соответствуют тем, которые использовались его подразделением и айнзатцгруппами.